# Bismanol
Bismanol stellt eine Legierung aus Bismut (Bi) und Mangan (Mn) dar, welche als Werkstoff für starke Permanentmagneten verwendet wird. Die Legierung wurde 1953 von Edmond Adams et al. am Naval Ordnance Laboratory, einer ehemaligen Forschungseinrichtung der United States Navy, entwickelt.
Die Legierung wies die damals höchste bekannte magnetische Energiedichte auf, wurde aber in den Folgejahrzehnten durch die technisch besseren Seltenerdmagnete wie das stark magnetische Neodym-Eisen-Bor und für temperaturbeständigere Anwendungen das Samarium-Cobalt weitgehend abgelöst.